# Promulgación y publicación
La promulgación es la proclamación formal o la declaración de que se dicta una nueva norma legal o administrativa después de su aprobación final, a la vez que ordena cumplirla y hacerla cumplir, dándole fuerza obligatoria. A su vez, la publicación es el acto consistente en dar conocimiento público del contenido de la ley, u otra norma jurídica, a la ciudadanía.
En la actualidad, en la mayoría de los sistemas jurídicos, se realiza la distinción conceptual entre "promulgación" y "publicación". Sin embargo, en el pasado tales términos eran considerados sinónimo.

## Promulgación
La promulgación, como sostenía Baudry Lacantinerie, es la "partida de nacimiento" de la ley, por cuanto le da existencia cierta, auténtica y la reviste de fuerza coercitiva. 
La promulgación de la ley es una atribución de los jefes de Estado: reyes, presidentes, etc. y de los órganos legislativos al superar un veto.

## Publicación
La publicación es el medio utilizado para dar a conocer el texto de la ley u otra norma jurídica (como un reglamento o sentencia judicial con efectos erga omnes), habitualmente, mediante su inserción en un periódico oficial.
En algunas situaciones, particularmente en América Latina, cuando la norma aprobada requiere reserva, por referirse a temas de la defensa nacional o labores de inteligencia, se publica una separata de circulación restringida o reservada del diario oficial. En esos casos se habla de «leyes secretas».

## Diferencias
- La promulgación tiene por finalidad autentificar la existencia de una ley y ordenar su ejecución. La publicación tiene por objeto dar a conocer el texto de las normas jurídicas.
- La promulgación se efectúa regularmente mediante un acto administrativo (dictado de un decreto). La publicación se realiza comúnmente mediante la inserción del texto de la ley en el periódico oficial.